# Rédha Kouninef
Rédha Kouninef, né le 13 juillet 1972 à Saint-Gall en Suisse, est un homme d'affaires et un dirigeant d'entreprise algérien. Il est le président-directeur général du groupe KouGC depuis 2004.
Il est arrêté le 22 avril 2019 puis condamné à 16 ans de prison.

## Biographie
Il est le cadet des quatre enfants d'Ahmed Kouninef et Rose Marie Lislote Horler.
Après des études au lycée Pasteur à Oran, il part en 1989 en Suisse pour poursuivre ses études, il décroche la maturité et suit des études de commerce et décroche son diplôme. Il revient en Algérie afin de reprendre les chantiers de KouGC à Hassi Messaoud.
Rédha Kouninef est surtout connu pour sa proximité avec Saïd Bouteflika, le frère et conseiller du président algérien Abdelaziz Bouteflika.
En 2018, l'opérateur algérien des télécoms Algérie Télécom est condamné par le tribunal d'El Harrach à payer 2,7 milliards de dinars de dédommagement à Rédha Kouninef dans le différend commercial opposant sa société Mobilink au groupe Algérie Télécom.

## Condamnation
Il est arrêté le 22 avril 2019 en compagnie de ses frères Abdelkader-Karim et Noah-Tarek par la Section de recherche de la Gendarmerie nationale (SRGN), dans le contexte des manifestations de 2019 en Algérie. Rédha et ses frères sont suspectés de non-respect des engagements contractuels dans la réalisation de projets publics, trafic d'influence avec des fonctionnaires publics pour l'obtention de privilèges et détournement de fonciers et de concessions, déférés devant le procureur de la République du tribunal de Sidi M'Hamed à Alger. Auditionnés par un juge d'instruction toute la nuit, ils sont placés sous mandat de dépôt et transférés le lendemain matin à la prison d'El-Harrach. Par la suite, les comptes de ses entreprises sont gelés.
Le 27 mai 2021, Rédha est condamné à 16 ans de prison et ses frères Noah-Tarek et Abdelkader-Karim respectivement 15 ans et 12 ans par la Cour suprême pour « trafic d'influence », « blanchiment d'argent », « perception d'indus avantages » et « financement occulte de la campagne électorale ».
En 2022, ses biens sont confisqués.